# Korlátolt dologi jog
A korlátolt dologi jog a dologi jog egyik területe. Míg a tulajdonjog a maga teljességében ragadja meg a dolgot, teljes hatalmat biztosít a dolog felett (plena potestas in re), addig a korlátolt dologi jog  csak bizonyos vonatkozásokban ad a jogosultnak másokat kizáró, abszolút hatalmat. A korlátolt dologi jogokat két főcsoportra oszthatjuk: állagjogokra (Substanzrechte, másként: használati jogok), illetve értékjogokra (Wertrechte). Előbbiek közé tartoznak mindenekelőtt a szolgalmak, utóbbiak közé a zálogjogok. Előbbiek célja az, hogy a vagyontárgyat más számára, bizonyos korlátolt használat jogára kössék le, utóbbiak célja az, hogy a jogosult bizonyos értéket szerezzen meg magának a lekötött vagyontárgyból. 
A korlátolt dologi jog tipikusan más vagyontárgyán, dolgán illeti meg a jogosultat, ezért gyakorlatilag azonos az idegen dologbeli jog kategóriájával. Azonban a korlátolt dologi jogoknak nem a legjellemzőbb sajátosságuk az, hogy idegen dologra vonatkoznak, mivel fennállhatnak uratlan dolgon is, illetve több jogrendszer ismeri a tulajdonost a saját dolgán megillető korlátolt dologi jogokat (például tulajdonosi zálogjog). Másrészt pedig korlátolt dologi jog tárgya lehet jog vagy követelés is, nem csak dolog. Követelésen vagy jogon fennálló zálogjog esetében ezért némileg problematikus idegen dologbeli jogról beszélni, hiszen a zálogjog tárgya ebben az esetben nem dolog, hanem jog vagy követelés.
A korlátolt dologi jogokat másként teherjogoknak is nevezhetjük, a dolog "megterhelése" jogi értelemben korlátolt dologi jog alapítását jelenti a dolgon.
A korlátolt dologi jogokat az egyik elmélet a tulajdonjogból kivált, önállósult részjogosítványokként fogta fel (Teilungstheorie), míg egy másik elmélet a korlátolt dologi jogokban a tulajdonra kívülről ránehezedő, az abban foglalt egyes jogosítványok gyakorlását akadályozó jogokat lát (Belastungstheorie). Előbbi elméletet képviselte Otto von Gierke, utóbbit Bernhard Windscheid.

## Külső hivatkozások
- Magyar jogtörtéNET szócikke